# Huevo conmemorativo de Alejandro III
El huevo conmemorativo de Alejandro III es un huevo de Fabergé, uno de los huevos de Pascua enjoyados que el último zar de Rusia, Nicolás II, le regaló a su madre, la emperatriz viuda María Fiodorovna.
Fue fabricado en 1909 en San Petersburgo bajo la supervisión del joyero Peter Carl Fabergé de Fabergé.
El huevo conmemora a Alejandro III de Rusia, que había muerto quince años antes; otros dos huevos recordaban a Alejandro: el Huevo con retratos de Alejandro III, y el Huevo de Alejandro III a caballo.
El Huevo Conmemorativo de Alejandro III es uno de los Huevos Fabergé Imperiales perdidos y de estos es, junto con el Huevo real danés de 1903 y el Huevo neceser de 1889, de los que existe una fotografía en blanco y negro antigua. Este huevo no ha aparecido en público desde antes de la Revolución Rusa de 1917.

## Descripción
El huevo medía unos 9,5 centímetros de alto, estaba hecho de platino, oro, esmalte y diamantes.
El cascarón de platino está recubierto con esmalte blanco opaco con rayas de oro. Franjas horizontales y verticales de diamantes talla roseta lo dividen en secciones y dibujan en la zona central rombos que encierran cada uno una cestilla de flores y cintas, también trazadas con diamantes. En ambos extremos, sin duda, el monograma de la emperatriz viuda arriba y abajo la fecha, bajo diamantes tallados en forma de finas losas.

### Sorpresa
La sorpresa era un busto de oro en miniatura de Alejandro III, sobre un pedestal de lapislázuli y diamantes talla roseta.